# Virga, ort i Kurland
Virga (tyska Würgen) är en administrativ enhet i södra Kurland i Lettland. Dess centrum är byn Paplaka. Andra byar är Purmsāti och Paplakas stacija. År 2021 bodde i området 722 invånare.

## Historia
Kurland lydde under den 1202 grundade Svärdsriddarorden till sammanslagningen med Tyska orden 1237. Under medeltiden fanns en ordensborg i Virga. Vid ordensstatens sammanbrott 1561 gjordes Kurland till ett hertigdöme under Polen-Litauen. I Virga fanns tre herrgårdar, Virga (tyska Wirgen), Purmsāti (tyska Pormsahten) och Paplaka (tyska Paplacken)

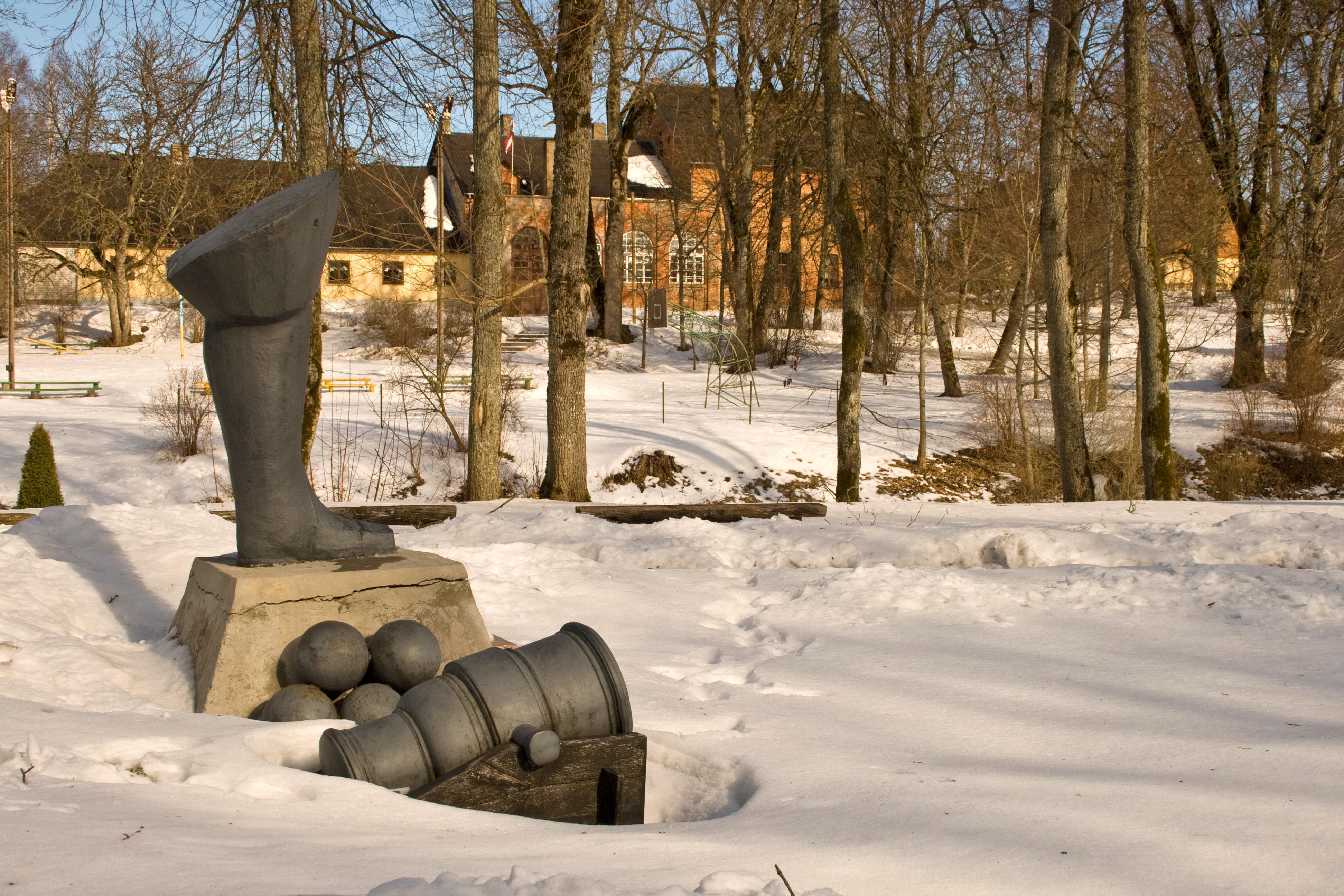
Karl XII:s stövel vid Virga gård

Efter slaget vid Düna 1701 ockuperade svenska trupper Kurland och den svenska armén och högkvarteret slog läger i Virga. De vistades där från oktober 1701 till februari 1702 men den svenska ockupationen upphörde först år 1709 efter slaget vid Poltava. I samband med 300-årsminnet av Karl XII:s vistelse i Virga avtäcktes år 2001 ett minnesmärke kallat Karls stövel av skulptören Raimonds Gabaliņš och konstnären Raimonds Kalniņš.
Virga avskiljdes år 1918 som en självständig kommun från Priekule kommun. I en jordbruksreform 1920 delades herrgårdarnas marker upp i småbruk. I början av sovjettiden skapades kolchoserna Virga och Pioneris på kommunens mark.
År 1990 återskapades Virga kommun som dock förenades med Priekule kommun från 1 juli 2009. En ny reform 1 juli 2021 införlivade Priekule med en nyskapad Södra Kurzemes (Kurlands) kommun.